# We Wish You a Metal Xmas and a Headbanging New Year
We Wish You a Metal Xmas and a Headbanging New Year is een verzamelalbum met kerstnummers, uitgevoerd door  hardrock- en metalartiesten. Het album verscheen op 14 oktober 2008. Op elk nummer is een supergroep te horen die een bekend kerstnummer, al dan niet met licht gewijzigde titel, ten gehore brengt.

## Nummers
1. We Wish You A Merry Xmas (Jeff Scott Soto / Bruce Kulick / Bob Kulick / Chris Wyse / Ray Luzier)
2. Run Rudolph Run (Lemmy / Billy F. Gibbons / Dave Grohl)
3. Santa Claws is Coming to Town (Alice Cooper / John 5 / Billy Sheehan / Vinny Appice)
4. God Rest You Merry, Gentlemen (Ronnie James Dio / Tony Iommi / Rudy Sarzo / Simon Wright)
5. Silver Bells (Geoff Tate / Carlos Cavazo / James Lomenzo / Ray Luzier)
6. Little Drummer Boy (Doug Pinnick / George Lynch / Billy Sheehan / Simon Phillips)
7. Santa Claus Is Back in Town (Tim Ripper Owens / Steve Morse / Juan Garcia / Marco Mendoza / Vinny Appice
8. Silent Night (Chuck Billy / Scott Ian / Jon Donais / Chris Wyse / John Tempesta)
9. Deck the Halls (Oni Logan / Craig Goldy / Tony Franklin / John Tempesta)
10. Grandma Got Run Over By A Reindeer (Stephen Pearcy / Tracii Guns / Bob Kulick / Billy Sheehan / Greg Bissonette)
11. Rockin' Around the Xmas Tree (Joe Lynn Turner / Bruce Kulick / Bob Kulick / Rudy Sarzo / Simon Wright)
12. Happy Xmas (War Is Over) (Tommy Shaw / Steve Lukather / Marco Mendoza / Kenny Aronoff)

### Bonusnummers
1. O Christmas Tree (Doro Pesch / Frankie Banali/ Michael Schenker / Tony Franklin)
2. Auld Lang Syne (Girlschool)
3. Frosty the Snowman (Bumblefoot / Chris Chaney/ Kenny Aronoff / Steve Lips Kudlow)
4. Rudolph the Red Nosed Reindeer (Dez Fafara / Blasko / Doug Aldrich / John Tempesta)

- MusicBrainz release group: 1212a7cf-b2bd-330e-bfc1-22410a1839e9